# Landon Conrad
Landon Conrad (ur. 30 października 1978 w Salt Lake City) − amerykański model i aktor pornograficzny.

## Życiorys

### Wczesne lata
Urodził się i wychował w Salt Lake City w stanie Utah. Wychowywał się w wierze Mormonów, jednak w 1994, mając 16 lat porzucił mormońskie nauki i praktyki. Od wczesnych lat był ekshibicjonistą i lubił oglądać porno. Jego znajomi zachęcali go, że powinienem spróbować zaistnieć w branży porno, więc wysłał swoje zdjęcia do Falcon Studios i kilku innych agencji.

### Kariera
Jego kariera rozpoczęła się, gdy został zaproszony do San Francisco na spotkanie w Falcon Studios. W 2009 wystąpił przed kamerami w kilku odcinkach Falcon Str8Men i zadebiutował w filmie Falcon Studios Morning Wood (2009) jako aktyw (jego partnerem był Ludovic Canot). Następnie wziął udział w scenie seksu grupowego przy wozie strażackim z Mitchellem Rockiem, Johnnym Hazzardem, Drew Cutlerem i Matthew Rushem w produkcji Falcon Studios Playing with Fire 4: Alarm (2009) w reżyserii Chi Chi LaRue. Grywał w pełnometrażowych lub krótkometrażowych filmach erotycznych wytwórni Falcon Studios, w tym Guys Next Door (2011), Other Side of Aspen 6 (2011; nominacja do XBIZ Award w kategorii „Gejowski film roku”) i Hole 1 (2013). 
Pracował też jako model fitnessu w Nowym Jorku i brał udział w reklamach napojów energetycznych na rynek azjatycki. Był na okładce magazynu „QXMen” (nr 44/marzec 2010, nr 74/wrzesień 2012 i 90/styczeń 2914), „Macho” (w maju 2010 i w lipcu 2013).
W 2010 wygrał Cyber Socket Web Awards w kategorii „Najlepsza gwiazda porno”. W 2011 został uhonorowany nagrodą Grabby w kategorii „Wykonawca roku” ex-aequo ze Spencerem Reedem, a także wyróżniony został tytułem „Mężczyzna Falcon Studios roku 2011”.
Występował także w filmach Hothouse Entertainment, m.in. Hard Time (2013) jako seksualnie podniecony policjant, Raging Stallion, Titan Media i Men. 
W 2013 wietnamski reżyser Van Darkholme zaangażował go do produkcji Kink.com w scenach BDSM. Jego zdjęcia trafiły też do magazynu dla kobiet „Playgirl” (nr 74/2015).
W 2015 otrzymał XBIZ Award w kategorii „Gejowski wykonawca roku”. 
W sierpniu 2015 zajął drugie miejsce w rankingu „Mister MenAtPlay 2014” (Gran Final de Mister MenAtPlay 2014), ogłoszonym przez hiszpański portal 20minutos.es.

### Życie prywatne
Jest homoseksualistą. Związany jest z modelem fitness.
Zamieszkał w Los Angeles, jest wielkim fanem Madonny i serialu Seks w wielkim mieście.

## Nagrody i nominacje
| Rok  | Nagroda             | Kategoria                         | Film                   | Inni wykonawcy | Rezultat  |
| ---- | ------------------- | --------------------------------- | ---------------------- | -------------- | --------- |
| 2010 | Grabby Award        | Nowy przybysz                     | –                      | –              | Nominacja |
| 2010 | Grabby Award        | Wykonawca roku                    | –                      | –              | Nominacja |
| 2010 | GayVN Award         | Najlepszy aktyw                   | –                      | –              | Nominacja |
| 2010 | CyberSocketWebAward | Najlepsza gwiazda porno           | –                      | –              | Wygrana   |
| 2011 | Grabby Award        | Nowy przybysz                     | –                      | –              | Nominacja |
| 2011 | Grabby Award        | Wykonawca roku                    | –                      | –              | Nominacja |
| 2011 | Grabby Award        | Najgorętszy kogut                 | –                      | –              | Nominacja |
| 2011 | Grabby Award        | Najgorętsze jedzenie tyłka        | Big Wood (2010)        | Chaz Rieley    | Nominacja |
| 2012 | XBIZ Award          | Gejowski wykonawca roku           | –                      | –              | Nominacja |
| 2012 | Grabby Award        | Wykonawca roku                    | –                      | Spencer Reed   | Wygrana   |
| 2013 | XBIZ Award          | Gejowski wykonawca roku           | –                      | –              | Nominacja |
| 2014 | XBIZ Award          | Gejowski wykonawca roku           | –                      | –              | Nominacja |
| 2014 | Grabby Award        | Najlepszy wszechstronny wykonawca | –                      | –              | Nominacja |
| 2014 | Grabby Award        | Najlepszy duet                    | My Doctor Sucks (2013) | Trenton Ducati | Nominacja |
| 2015 | Grabby Award        | Najlepszy wszechstronny wykonawca | –                      | –              | Wygrana   |
| 2015 | Grabby Award        | Wykonawca roku                    | –                      | –              | Nominacja |
| 2015 | Grabby Award        | Najlepszy duet                    | Man on Twink (2014)    | Andy Taylor    | Nominacja |
| 2015 | XBIZ Award          | Gejowski wykonawca roku           | –                      | –              | Wygrana   |
| 2015 | CyberSocketWebAward | Najlepsza gwiazda porno           | –                      | –              | Nominacja |
| 2016 | CyberSocketWebAward | Najlepsza gwiazda porno           | –                      | –              | Nominacja |
| 2016 | XBIZ Award          | Gejowski wykonawca roku           | –                      | –              | Nominacja |
| 2018 | Fleshbot Awards     | Wykonawca roku                    | –                      | –              | Nominacja |
| 2018 | Fleshbot Awards     | Najlepsze ciało                   | –                      | –              | Nominacja |